# Armando Alba Zambrana
Armando Alba Zambrana fue un escritor, periodista, historiador, editor y político boliviano. Llegó a ocupar distintos cargos de gobierno a nivel local y nacional, además de presidir y fundar organismos. Esta actividad la combinó con el ejercicio de las letras, cultivando la poesía y el ensayo.

## Carrera política
Armando Alba ocupó distintos cargos políticos a lo largo de su vida. Fue alcalde de su ciudad natal, senador nacional y Ministro de Educación, y Asuntos Indígenas en el período comprendido entre los años 1947 y 1948. Fue embajador de Bolivia en España. Restauró y dirigió la Casa de la Moneda de Potosí que fue su principal obra.

## Labor literaria
Fue un importante miembro del grupo Gesta Bárbara. Fundó la Editorial Potosí dedicada a la difusión de la literatura boliviana. 

### Obras
- Voces áulicas (poesía, 1918).
- Temple de la montaña y otros cuentos (cuentos, 1926).
- Imagen de Potosí y de su Casa Real de Moneda (ensayo, 1946).
- Enumeración del Proceso Potosino y "Gesta Bárbara" (ensayo, 1946).
- Del viejo hontanar (poesía, 1970).
- Bolívar (antología, 1970).
- Prólogos escogidos (2001).
- Imagen de Potosí (2001).